# غزير الوسطي (كوشك)
غزير الوسطي (بالفارسية: گزیر وسطی) هي منطقة سكنية تقع في إيران في قسم كوشك الريفي.